# 周濤 (嘉慶進士)
周濤，字籍山，贵州贵阳人，清朝政治人物、進士出身。
嘉慶二十五年（1820年）庚辰科進士，二甲五十六名，后官河間府知府。